# 에릭 케제르

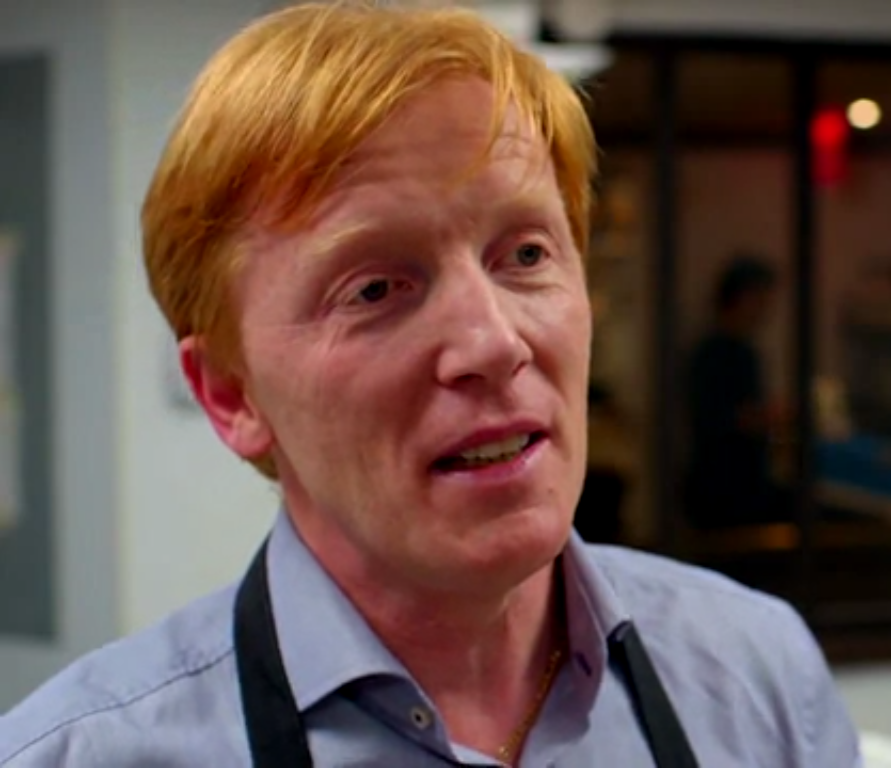

에릭 케제르(프랑스어: Éric Kayser, 1964년 10월 16일)는 프랑스 출신의 제빵사이자 푸드 라이터다. 동명의 베이커리 브랜드를 운영하고 있다.

## 메종 케제르
1996년 9월 에릭 케제르는 자신의 이름을 딴 베이커리 브랜드 '메종 케제르(프랑스어: Maison Kayser)'를 세웠다. 파리를 시작으로 200여 개 매장을 운영 중이다. 유럽은 물론 아시아, 아프리카, 북아메리카 등 26개국 이상에 진출했다. 2010년 대한민국에도 진출했다. 한화호텔앤드리조트의 호텔부문이 한국 내 운영을 맡아 삼청동과 63스퀘어, 더 플라자, 갤러리아백화점 명품관 등에 입점시켰다. 현재는 철수한 상태다.